# Attila FC
A Miskolci Attila FC egy megszűnt labdarúgócsapat, melynek székhelye Miskolcon volt. A csapat legjobb eredménye az NB I-ben egy nyolcadik hely volt még az 1931-32-es idényben. 1928-ban Magyar kupa döntőt játszott a csapat.

## Névváltozások
- –1926 Miskolci Atléta Kör
- 1926–1936 Miskolci Attila Kör
- 1936–1939 Miskolci Attila FC
- 1939–1940 Miskolci LESOK

## Híres játékosok
* a félkövérrel írt játékosok rendelkeznek felnőtt válogatottsággal.
- Anton Powolny
- Ádám Sándor
- Gyarmati János
- Hajós Árpád
- Kautzky József
- Kripkó József
- Opata Zoltán
- Pruha Antal
- Siklóssy Antal
- Simonyi András
- Szulik Rezső

## Sikerek
NB I
- Nyolcadik hely: 1931-32

NB II
- Bajnok: 1926-27

NB III
- Bajnok: 1936-37

Magyar kupa
- Döntős: 1927-28